# De Compagnie
De Compagnie, het relaas van een moordenaar (oorspr. titel: The Company) is de bekroonde debuutroman van Arabella Edge. Het boek won de prestigieuze Commonwealth Writers’ Prize 2001 South East Asia and South Pacific voor het beste debuut.
Het boek omschrijft de schipbreuk van de Batavia, een zeventiende-eeuws zeilschip van de Verenigde Oost-Indische Compagnie. Het is gedeeltelijk gebaseerd op waargebeurde feiten en poogt daarbij in het hoofd te kruipen van de psychopathische apotheker Jeronimus Cornelisz.